# Freddy Beltrán
Freddy Beltrán Núñez (Bogotá, 13 de junio de 1979) es un actor, humorista y libretista colombiano.

## Biografía
Freddy es Licenciado en Artes Escénicas de la Universidad Pedagógica Nacional de Colombia, inició su carrera en la televisión en el programa Los comediantes de la noche del Canal RCN, posteriormente integró el elenco de Stand Up Sin Fronteras en Comedy Central Latinoamérica. 
Como actor hizo parte de La Sopa Colombia en E! Entertainment y ¿Usted no sabe quién soy yo? como coprotagonista, junto a Ricardo Quevedo, Iván Marín, Aída Morales, Fabio Restrepo y Natalia Durán.

## Filmografía
| Año  | Título                                 | Rol          |
| ---- | -------------------------------------- | ------------ |
| 2021 | El lavadero 2.0: La esquina del chisme | Él mismo     |
| 2021 | MasterChef Celebrity                   | Participante |
| 2017 | El show de cejas pobladas              |              |
| 2013 | Stand Up Sin Fronteras                 | Participante |
| 2010 | Los comediantes de la noche            | Comediante   |

## Televisión
| Año       | Título                        | Rol             |
| --------- | ----------------------------- | --------------- |
| 2023      | Algo en tu mirada             |                 |
| 2022      | Hasta que la plata nos separe | Juan            |
| 2022      | Ritmo salvaje                 |                 |
| 2021-2022 | Última hora                   | El Camaleón     |
| 2021      | Locombianos                   |                 |
| 2020      | Noobees                       | Jurado          |
| 2016      | 5 Minutitos Mas               | Samuel Trigueño |

## Cine
| Año  | Título                                      | Personaje |
| ---- | ------------------------------------------- | --------- |
| 2023 | La sexóloga                                 |           |
| 2021 | Una visita inesperada                       |           |
| 2021 | No me echen ese muerto                      | Diego     |
| 2018 | Sofia                                       | Ricardo   |
| 2018 | Si saben cómo me pongo ¿pa' qué me invitan? |           |
| 2017 | Monserrate, ¿cómo el cerro?                 | James     |
| 2017 | ¿Usted no sabe quién soy yo 2?              | Crist     |
| 2014 | La Sopa Colombia                            |           |